# Erich Ohser

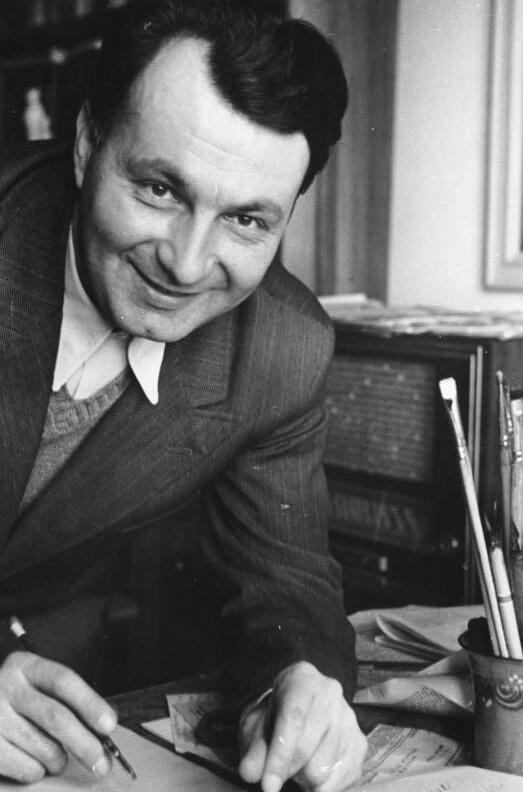
Erich Ohser, 1943

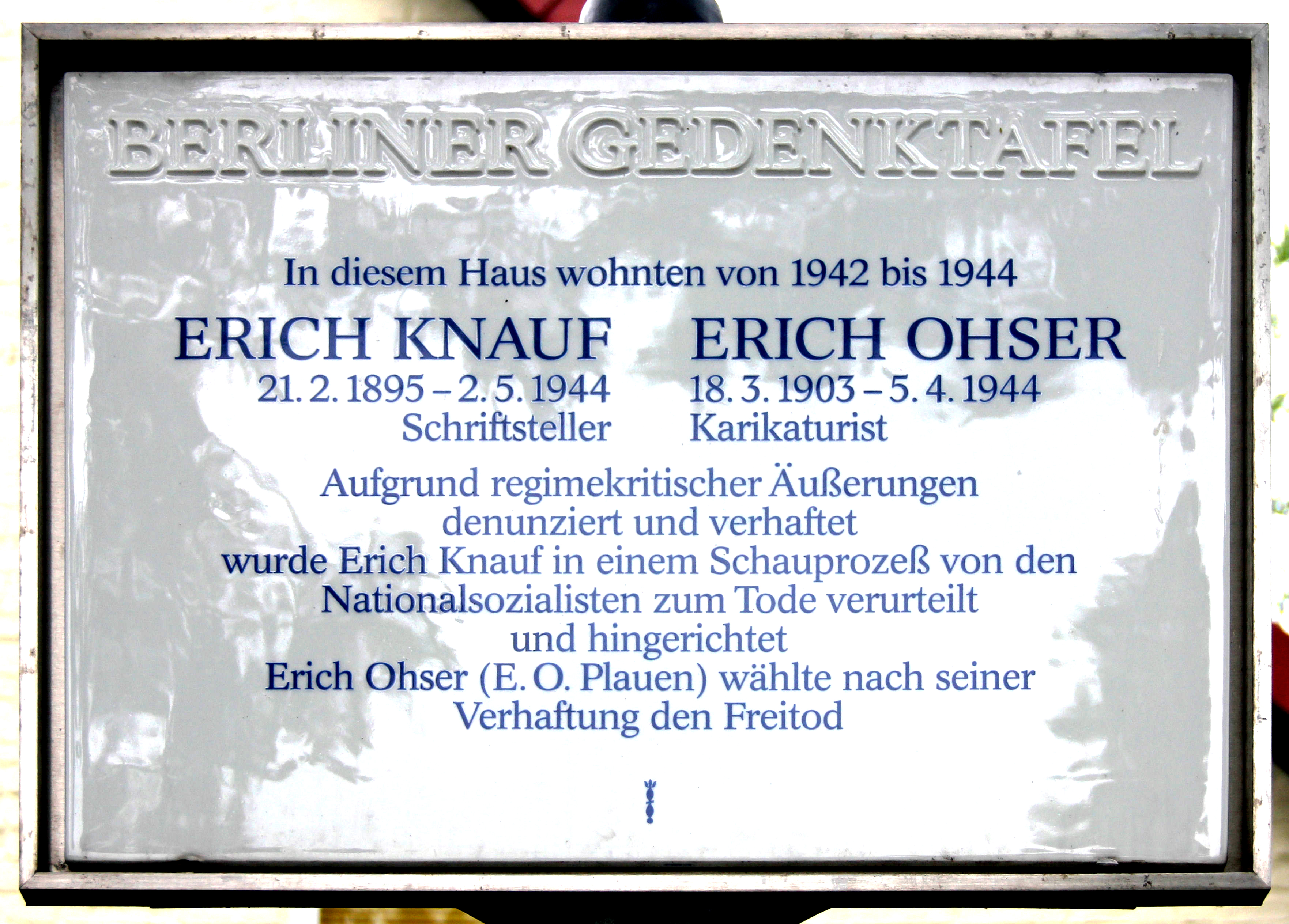
Berliner Gedenktafel in Berlin-Kaulsdorf

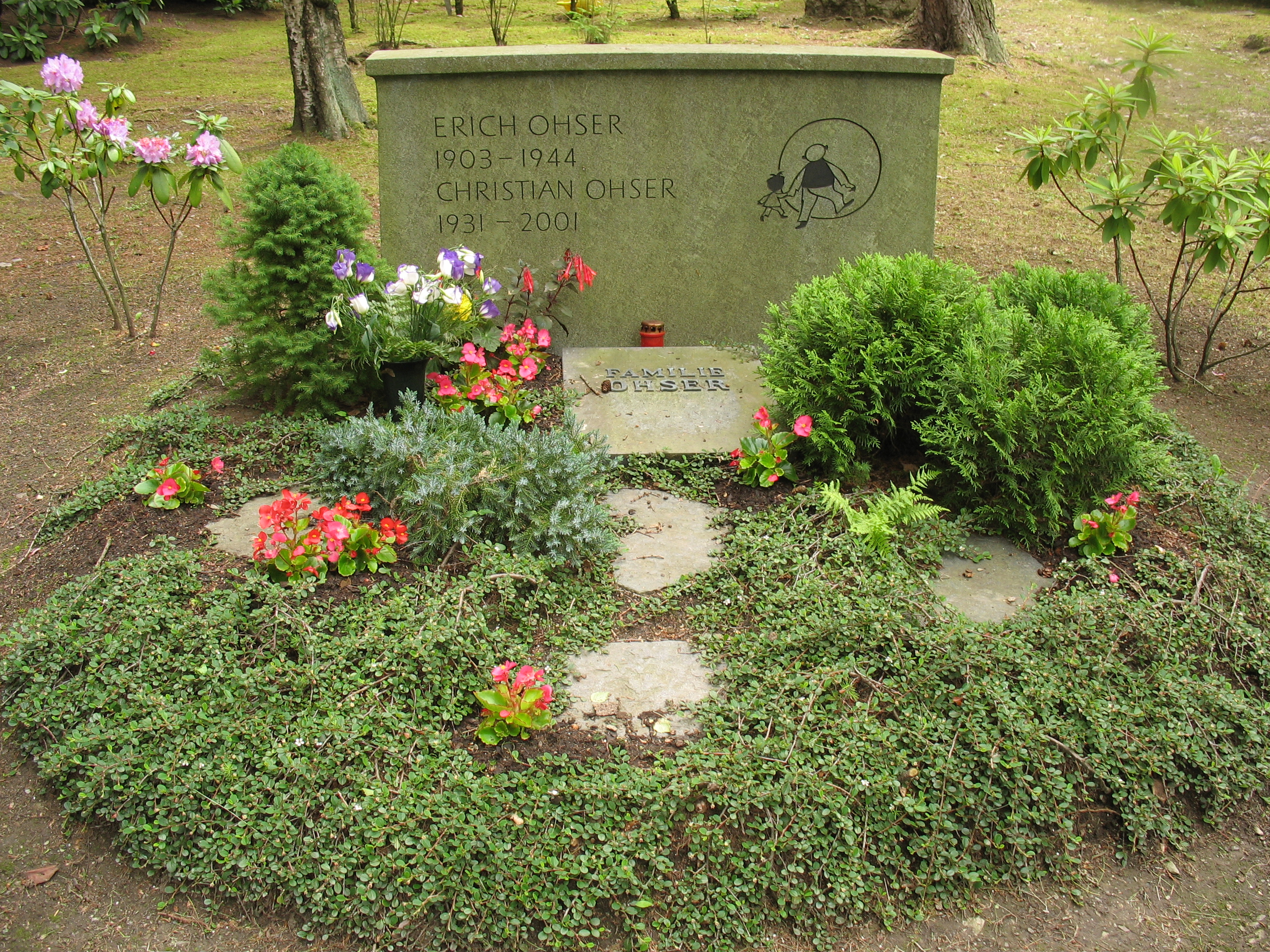
Das Familiengrab Ohser auf dem Hauptfriedhof in Plauen (2007)

Kurt Erich Ohser (* 18. März 1903 in Untergettengrün, Amtshauptmannschaft Oelsnitz; † 6. April 1944 in Berlin) war ein deutscher Zeichner und Karikaturist, der besonders durch seine unter dem Pseudonym e. o. plauen geschaffenen Comicstrips um die Figuren Vater und Sohn Bekanntheit erlangte.

## Leben
Als Erich Ohser im Jahr 1909 sechs Jahre alt war, zog die Familie nach Plauen. Dort beendete er erfolgreich eine Schlosserlehre und studierte anschließend gegen den Willen der Eltern von 1921 bis 1926 in Leipzig an der Staatlichen Akademie für graphische Künste und Buchgewerbe. Nebenbei arbeitete er bei der Neuen Leipziger Zeitung, wo er von seinem Redakteur Erich Knauf mit Erich Kästner bekannt gemacht wurde. Die Freundschaft der „drei Erichs“ begann. Nach dem Studium wurde Ohser schnell als Buchillustrator (unter anderem illustrierte er Gedichtbände Kästners) und als Karikaturist (etwa bei der SPD-Zeitung Vorwärts) bekannt. Insbesondere mit seinen Karikaturen von Hitler und Goebbels zog er den Hass der Nationalsozialisten auf sich. Gemeinsam mit Kästner und dem hannoverischen Fotografen Hein Gorny ging er auf Reisen nach Paris, Moskau und Leningrad (wo sich seine Ablehnung gegen den Kommunismus herausbildete). 1930 heiratete er seine Studienkollegin Marigard Bantzer, der gemeinsame Sohn Christian kam im Jahr darauf zur Welt († 2001).
Die Machtergreifung der Nationalsozialisten bedeutete das Aus für den politischen Zeichner Ohser. Sein Antrag auf Aufnahme in die Reichspressekammer wurde erst einmal abgelehnt, was einem Berufsverbot gleichkam. Von da an musste seine Frau die Familie versorgen. Ende 1934 bewarb sich Ohser bei der Berliner Illustrirten Zeitung, die einen Comic – ähnlich der Micky Maus – suchte, mit einem Entwurf von Vater und Sohn. Ohser durfte nicht unter seinem wirklichen Namen veröffentlichen. Er erhielt erst den Zuschlag, nachdem er sich das Pseudonym e.o.plauen (seine Initialen und der Name seiner Heimatstadt) zugelegt hatte, und unter der Auflage, sich nicht politisch zu betätigen. Im Dezember 1934 kam die erste Bildergeschichte von Vater und Sohn heraus, die dann drei Jahre lang wöchentlich in dieser angesehenen und auflagenstarken Zeitschrift erschien. Der Verlag veröffentlichte auch drei Buchausgaben, die sämtlich erfolgreich waren. Danach durfte Erich Ohser alias e.o.plauen weiter arbeiten und wurde 1940 Mitarbeiter der Wochenzeitschrift Das Reich. Dort wurde er als Karikaturist bekannt, wobei seine Stalin-Karikaturen als besonders gelungen galten. Er wurde in die Reichskammer der bildenden Künste aufgenommen und konnte an Ausstellungen teilnehmen. In der von Goebbels 1942 gegründeten „Deutschen Zeichenfilm GmbH“ arbeitete Ohser zusammen mit Manfred Schmidt, dem Erfinder von Nick Knatterton, an dem 17-minütigen Zeichentrickfilm Armer Hansi, der 1944 in die Kinos kam. Inhalt des Films: Der Kanarienvogel Hansi flieht aus seinem Käfig, weil er sich in eine vorbeifliegende Schwalbe verliebt hat. Doch weil der Ehemann der Angebeteten eher rüde reagiert und angesichts der Gefahren, die Hansi außerhalb der Gitterstäbe erlebt, kehrt er reumütig in seinen Käfig zurück, wo er schon von einer Kanarienvogeldame erwartet wird.
Erich Ohser konnte seine Abneigung gegen das NSDAP-Regime auf Dauer nicht für sich behalten. Sein Nachbar Bruno Schultz, Hauptmann in der Abteilung Wehrmachtpropaganda des Oberkommandos der Wehrmacht, übergab am 22. Februar 1944 eine Denunziationsschrift über Ohser an Goebbels. Ausgerechnet ein Freund Ohsers, Gerhart Weise, wurde mit der Überprüfung von Schultz’ Glaubwürdigkeit beauftragt: Der im – von Goebbels eingesetzten, für die Desinformation des Auslands zuständigen – Büro Schwarz van Berk tätige Journalist bestätigte in einer Aktennotiz vom 7. März, „dass die in seiner Aufzeichnung […] enthaltenen Angaben den Tatsachen entsprechen“. Am 28. März wurden Ohser und sein Freund Erich Knauf verhaftet; der Prozess vor dem Volksgerichtshof sollte am 6. April 1944 von Roland Freisler eröffnet werden. Ohser erhängte sich in der Nacht zuvor; Knauf wurde verurteilt und im Mai hingerichtet. 
Bis 1968 war die Urne mit Ohsers Asche in Reichenbach an der Fils bestattet; danach wurde sie gemäß Ohsers Wunsch in das Familiengrab nach Plauen überführt.

## Werk und Würdigung
Die Vater-und-Sohn-Bildergeschichten sind bis heute Ohsers bekannteste Werke. Sie handeln von einem Vater und seinem kleinen Sohn, die mit den Problemen des Alltags kämpfen und manchmal auch große Abenteuer erleben. Sie wurden schnell beliebt und sind – wohl auch weil sie mehrheitlich ohne Text auskommen – in vielen Ländern der Welt bekannt.
Am 1. Oktober 1993 wurde in Plauen die Galerie e.o.plauen eröffnet, ein Gemeinschaftsvorhaben der Stadt Plauen und ihrer Partnerstadt Siegen, des Landes Nordrhein-Westfalen und der Salamander AG. Seit 1995 verleiht die Stadt Plauen zu seinem Gedenken gemeinsam mit der e.o.plauen-Gesellschaft den e.o.plauen Preis. Am 24. September 2010 wurde in Plauen das Erich-Ohser-Haus eingeweiht.
Das Vater-und-Sohn-Denkmal des Bildhauers Erik Seidel wurde erstmals 1995 in der Plauener Bahnhofstraße aufgestellt. Seit 2010 befindet es sich an seinem neuen Standort vor dem Erich-Ohser-Haus in der Nobelstraße.
In Plauen ist das Berufsschulzentrum „BSZ e.o.plauen“ nach Erich Ohser benannt.
Im Jahr 1999 wurde Erich Ohser mit einer Berliner Gedenktafel am Haus Am Feldberg 3 in Berlin-Kaulsdorf, seiner letzten Wohnstätte geehrt. In der Dudenstraße 10 wurde am 30. November 2013 am Haus der Buchdrucker ein Stolperstein für Erich Ohser verlegt.
In Berlin-Kaulsdorf trägt eine Straße den Namen Ohserring. In Bremen wurde ebenfalls eine Straße nach ihm benannt, die Ohserstraße.
In dem Film Kästner und der kleine Dienstag (2017) wird das Schicksal von Erich Ohser und Erich Kästner thematisiert.
Zum 115. Geburtstag von Ohser gedachte die Internetsuchmaschine Google am 18. März 2018 des Künstlers mit einem eigenen Google-Doodle.

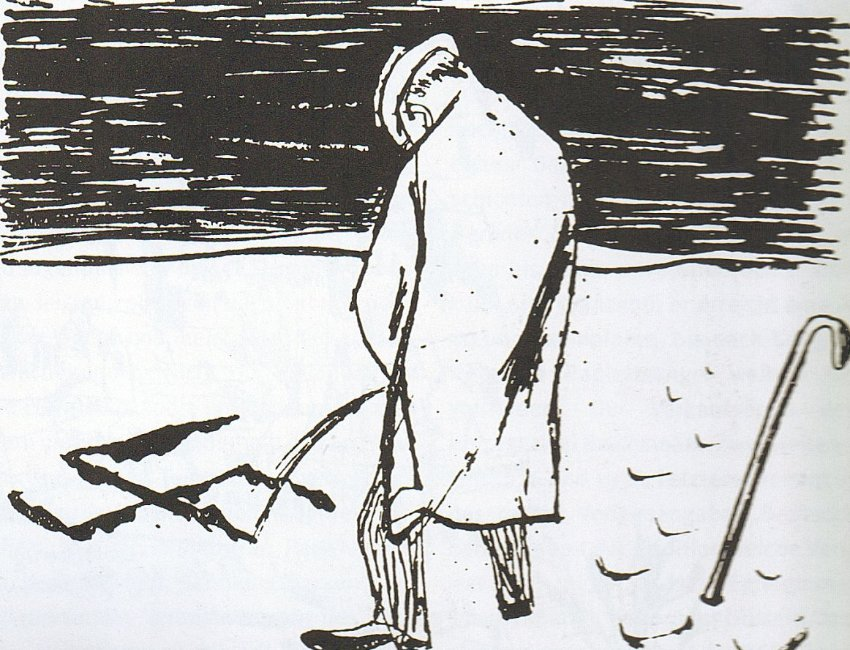
Dienst am Volk (1931)
Mir ist mies vor mir. Eine Hitlerkarikatur aus dem Vorwärts
Vater und Sohn: Ende gut – alles gut, 1936
Am Rande der Welt
Tschungking und Washington
Nationale Opposition total bankrott, Karikatur mit Hugenberg und Goebbels, 1931
Demokratisches Füllhorn. Karikatur für Das Reich, 1943
Christian, Ohsers Sohn, 1942

## Ausgaben
- Vater und Sohn. Sämtliche Streiche und Abenteuer (Schmuckausgabe). Südverlag, Konstanz 2003, ISBN 978-3-87800-042-6.
- Vater und Sohn. Band 1. Südverlag, Konstanz 1999, ISBN 978-3-87800-001-3.
- Vater und Sohn. Band 2. Südverlag, Konstanz 2000, ISBN 978-3-87800-002-0.
- Vater und Sohn. Band 3. Südverlag, Konstanz 1999, ISBN 978-3-87800-003-7.
- Die schönsten Geschichten von Vater und Sohn. Sammelband. Ravensburger, Ravensburg 2004, ISBN 3-473-54240-7.
- Vater und Sohn. Die schönsten Geschichten. Anaconda Verlag, Köln 2016, ISBN 978-3-7306-0333-8.
- Erich Ohser / e.o.plauen. Politische Karikaturen, Zeichnungen, Illustrationen und alle Bildgeschichten „Vater und Sohn“ (Gesamtausgabe). Südverlag, Konstanz 2000, ISBN 978-3-87800-037-2 (mit Bibliografie).
- Erich Kästner: Herz auf Taille. Vignetten von Erich Ohser. C. Weller Co. Verlag Leipzig 1928. Neuausgabe: Atrium, Zürich 1985, ISBN 3-85535-905-9.
- Erich Kästner: Ein Mann gibt Auskunft. Zeichnungen von Erich Ohser. Deutsche Verlagsanstalt, Berlin 1930. Neuausgabe: Atrium, Zürich 1985, ISBN 3-85535-907-5.
- Erich Kästner: Gesang zwischen den Stühlen. Zeichnungen von Erich Ohser. Deutsche Verlagsanstalt, Berlin 1932; Neuausgabe: Atrium, Zürich 1985, ISBN 3-85535-908-3.

## Sicher belegte Ausstellungen in der Zeit des Nationalsozialismus
- 1940: Dortmund, Haus der Kunst („Zeichnung, Satire und Karikatur“)
- 1941: Halle/Saale, Städtisches Museum Moritzburg („Die Karikatur im Kriege“)
- 1941: Berlin, Haus der Kunst („Die Pressezeichnung im Kriege“)